# セルゲイ・ゴルルコヴィチ
セルゲイ・ヴァジーモヴィチ・ゴルルコヴィチ（ロシア語: Сергей Вадимович Горлукович、1961年11月18日 -）は、現ベラルーシ・フロドナ州、アシュミャニー郡、ボルニ出身の元サッカー選手、サッカー指導者。現役時代のポジションはDF。

## 経歴
1961年、現ベラルーシ・フロドナ州、アシュミャニー郡のボルニに生まれ、スポーツ・スクールのСДЮШОР-7でサッカーを始める。キャリアはFCトルペド・モギリョフで始めた。1985年にFCディナモ・ミンスクに移籍をして、1986年にFCロコモティフ・モスクワに移籍を果たす。そこでレギュラーを掴んでソウルオリンピックのソ連代表に選出され金メダルを獲得した。ソ連崩壊後はベラルーシ代表ではなくロシア代表を選択して1994 FIFAワールドカップやUEFA EURO '96に出場をした。2002年、アルメニアのFCミカにて現役を引退した。
2002年から2004年まではFCスパルタク・モスクワにてスカウトとして働き、同年サトゥルン・ラメンスコーエにてアシスタント・コーチを経験した。2005年にはFCSKA-エネルギア・ハバロフスクで監督として初めて指揮を執った。

## 所属クラブ
- FCトルペド・モギリョフ 1980
- FCホムセリマシュ・ホメリ 1981-1984
- FCディナモ・ミンスク 1985-1986
- FCロコモティフ・モスクワ 1986-1989
- ボルシア・ドルトムント 1990-1992
- KFCユルディンゲン05 1992-1995
- FCアラニア・ウラジカフカス 1995
- FCスパルタク・モスクワ 1996-1998
- FCトルペドZIL・モスクワ 1999
- FCチカロヴェツ・オリンピック・ノヴォシビルスク 2000
- FCロコモティフ・ニジニ・ノヴゴロド 2001
- FCミカ 2002

## 指導歴
- FCSKA-エネルギア・ハバロフスク 2005-2006
- FCアヴァンガルト・クルスク 2007
- FKヴィチャージ・ポドルスク 2008
- FCSKA-エネルギア・ハバロフスク 2009-2010
- FCバイカル・イルクーツク 2013

## タイトル

### クラブ
FCアラニア・ウラジカフカス
- ロシア・プレミアリーグ：1 (1995)

FCスパルタク・モスクワ
- ロシア・プレミアリーグ：3 (1996, 1997, 1998)

### 代表
ソビエト代表
- ソウルオリンピック：1 (1988)